# Ajoarriero

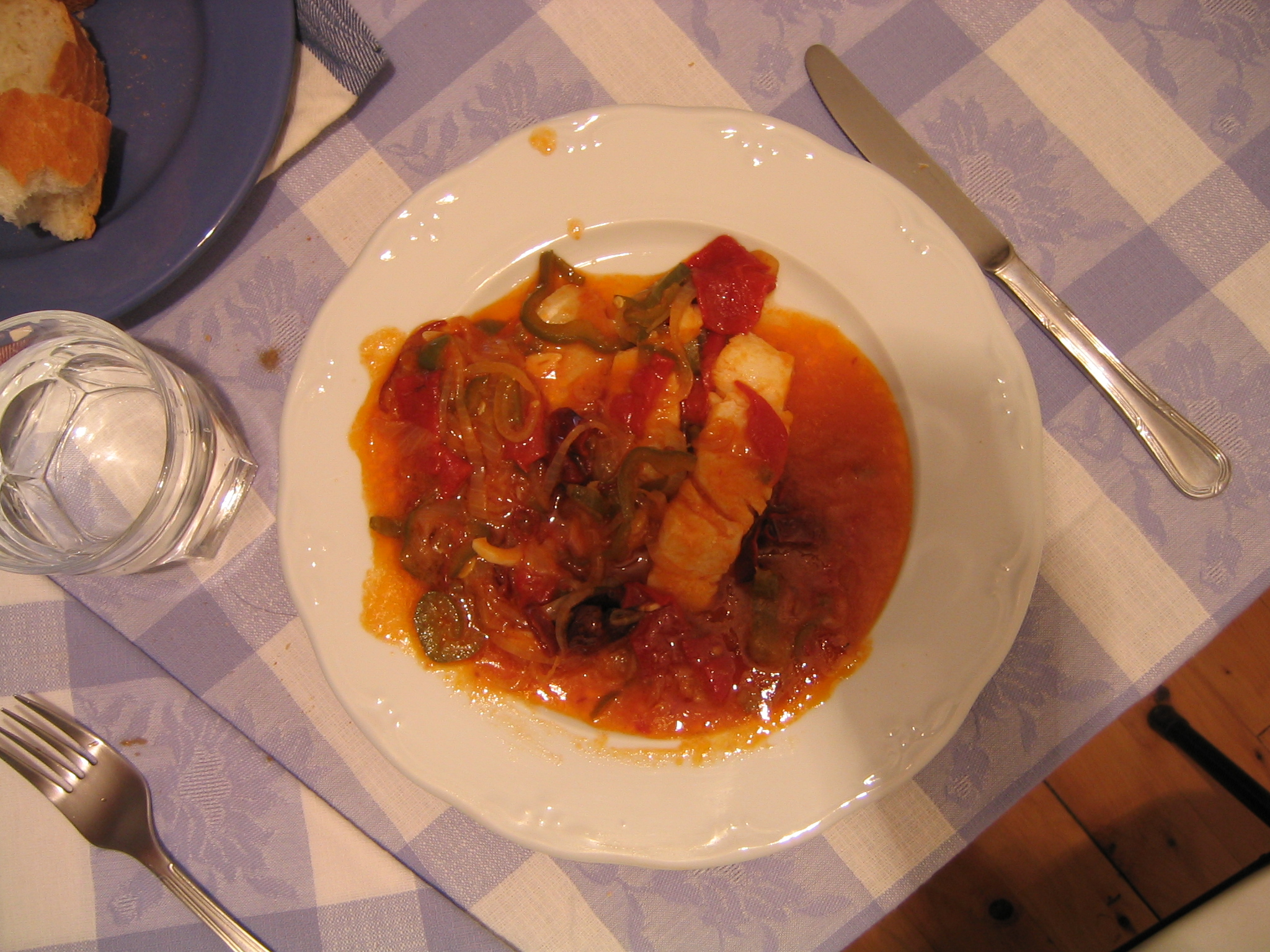
Plato de bacalao al ajoarriero.

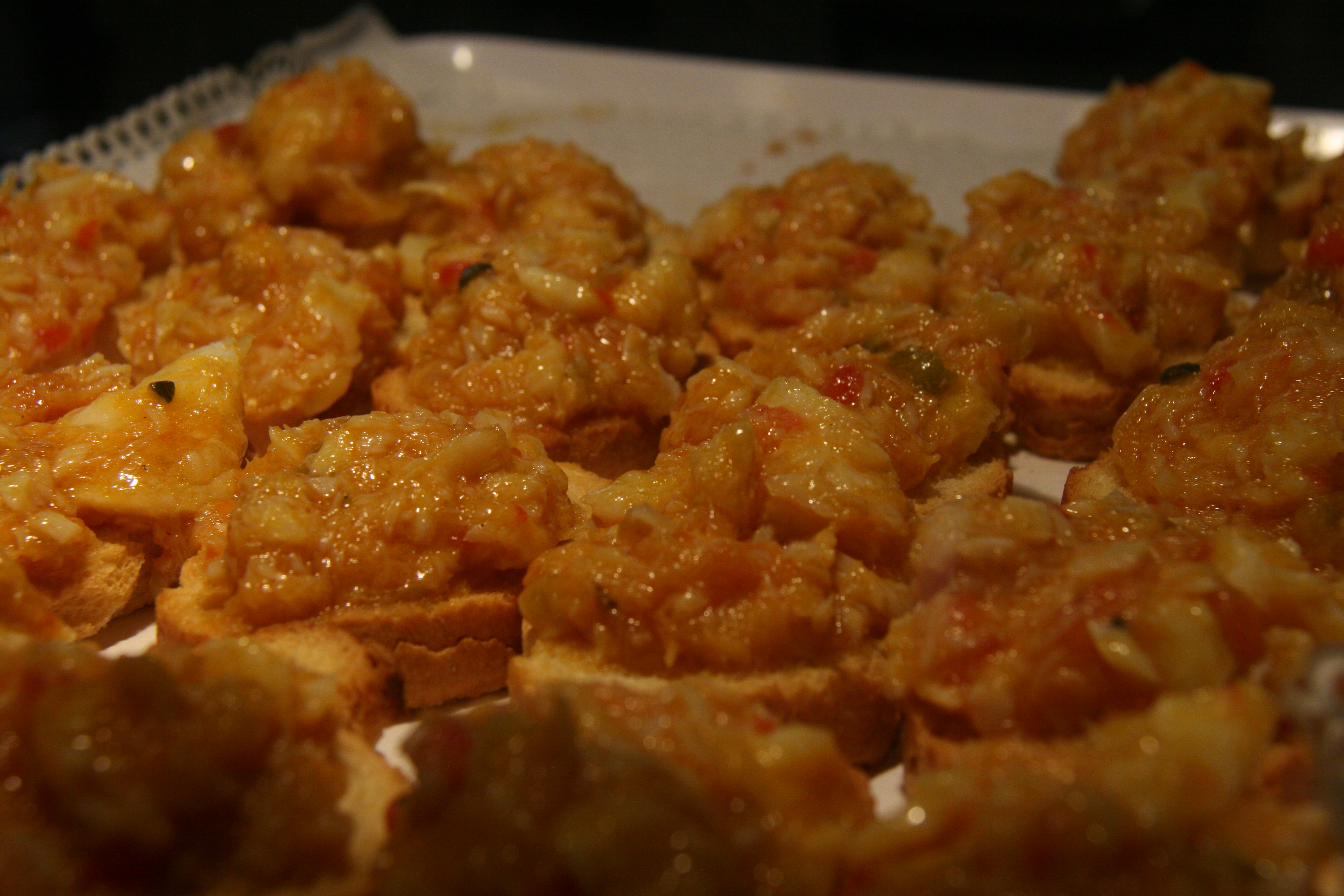
Detalle del ajoarriero.

El ajoarriero es una pasta elaborada a base de patatas, ajo, huevo y aceite, todo ello finamente machacado en un mortero. Es típica de Aragón, Navarra, La Rioja, Cuenca y Albacete, Castilla y León y la Comarca Utiel-Requena, donde suele recibir también los nombres de mazamorro y atascaburras, y forma parte de varias elaboraciones culinarias, especialmente de pescado. Una de las más conocidas es el bacalao al ajoarriero.
En el noroeste de España, llámese ajada o ajoarriero, se prepara sofriendo ajo fileteado, y añadiéndole al final el pimentón, para inmediatamente añadirlo y mezclarlo sobre el plato que se está acabando de cocinar. Se usa para muchos platos tradicionales, desde la sopa de ajo hasta platos de verduras, carne o pescado. La mezcla de ajo y pimentón también es la base para el adobado de carnes (zorza o picadillo, chorizo).

## Características
Se mezclan todos los ingredientes: ajo, puré de patatas, pimentón (en algunas comunidades), aceite de oliva (sirve igualmente bien cualquier otro aceite vegetal) en un mortero y se machacan bien. Se añade zumo de limón para darle un ligero sabor ácido muy apropiado en las carnes a la parrilla. Por su textura puede sustituir funcionalmente también a una salsa alioli.

## Origen
Se cree que su origen está en los arrieros que la utilizaban como medio de conservación de los alimentos durante los largos trayectos y los meses de feria. Poco a poco, la fórmula se fue introduciendo en las posadas y las ventas en las que los arrieros pernoctaban y de ahí pasó a la cultura gastronómica popular. Hoy en día, este plato se considera un gran manjar. Sobre el origen aragonés, navarro, castellano o vasco, hay una cierta disputa.
Al igual que en el caso del ajo mataero, del ajo blanco y de otros ajos consistentes en una especie de puré, el nombre de ajo deriva del verbo ajar, procedente del latín allevare, que desde el siglo I se aplica a mezclar varios ingredientes y triturarlos y majarlos hasta conseguir una masa fina y espesa sin trozos ni grumos, aunque la errónea asociación etimológica con la planta ha hecho que esta acabe siendo considerada como un ingrediente esencial.

## Usos
Se utiliza en diversas preparaciones culinarias. Una de las recetas más conocidas es la del bacalao al ajoarriero. No obstante existen otras preparaciones en las que interviene, como puede ser con calabacines (Calabacines rellenos de ajoarriero), en pastas como los cannelloni (Canelones de bacalao ajoarriero), con mariscos (Ajoarriero con langosta), etc. En la actualidad suele servirse en tostas y servirse como una tapa.